# Nationaal park Ujung Kulon
Nationaal park Ujung Kulon is gelegen op de uiterste zuidwestpunt van het eiland Java in Indonesië Tot het park behoren ook diverse omringende eilanden waaronder de vulkanische archipel Krakatau en Peucang. Het park heeft een oppervlakte van 1206 km².
Sinds 1991 staat het park op de werelderfgoedlijst van de UNESCO.
Het park bezit het grootste nog overgebleven laaglandregenwoud op Java. Verschillende bedreigde dier- en plantsoorten komen er voor, waarvan de Javaanse neushoorn de meest bedreigde is.
Het is paradoxalerwijze de uitbarsting van de Krakatau in 1883, die indirect ervoor verantwoordelijk is dat de neushoorn in dit gebied heeft kunnen overleven. Deze uitbarsting, en vooral de daardoor veroorzaakte tsunami, heeft de gehele bevolking van dit schiereiland uitgeroeid. Het gebied is sindsdien onbewoond gebleven. En een (vrijwel) onbewoond gebied is het enige soort ecosysteem waarin grote dieren als neushoorns kunnen overleven.

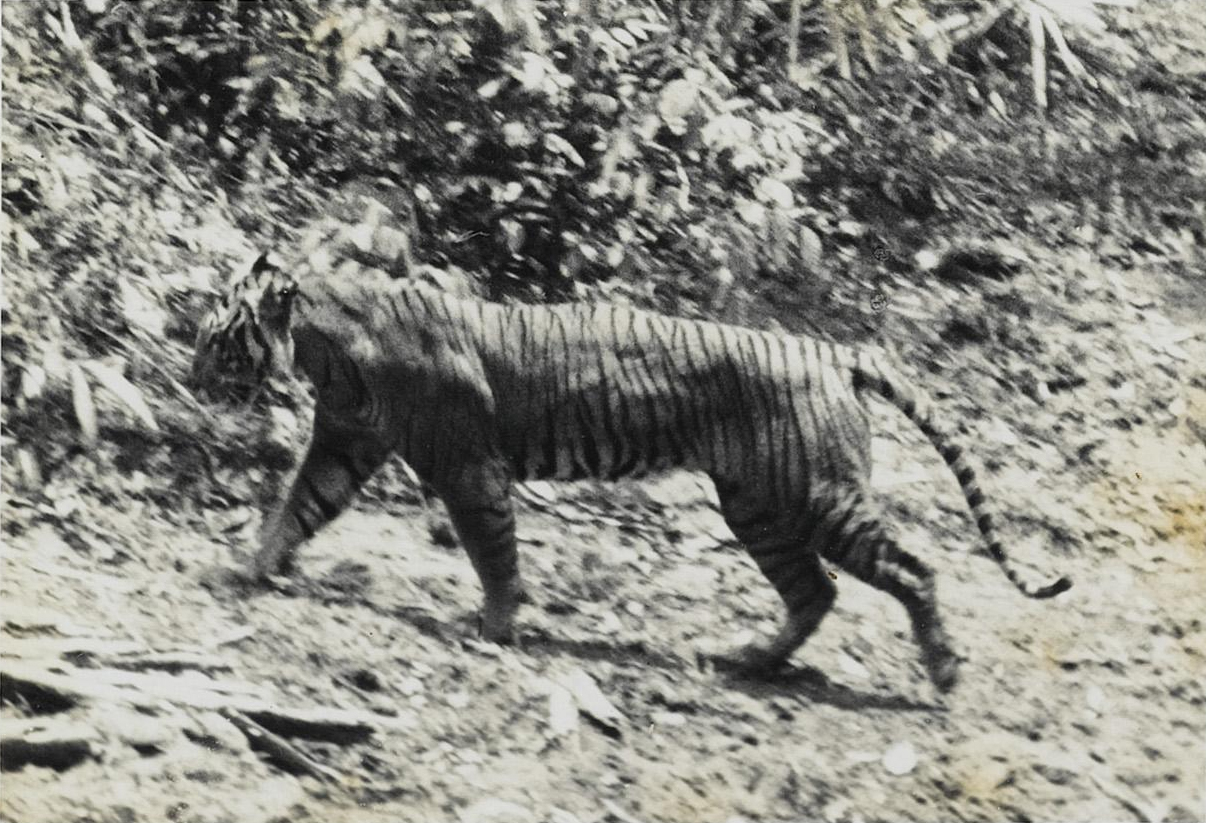
Javaanse tijger (Panthera tigris sondaica) in Ujung Kolon, 1938
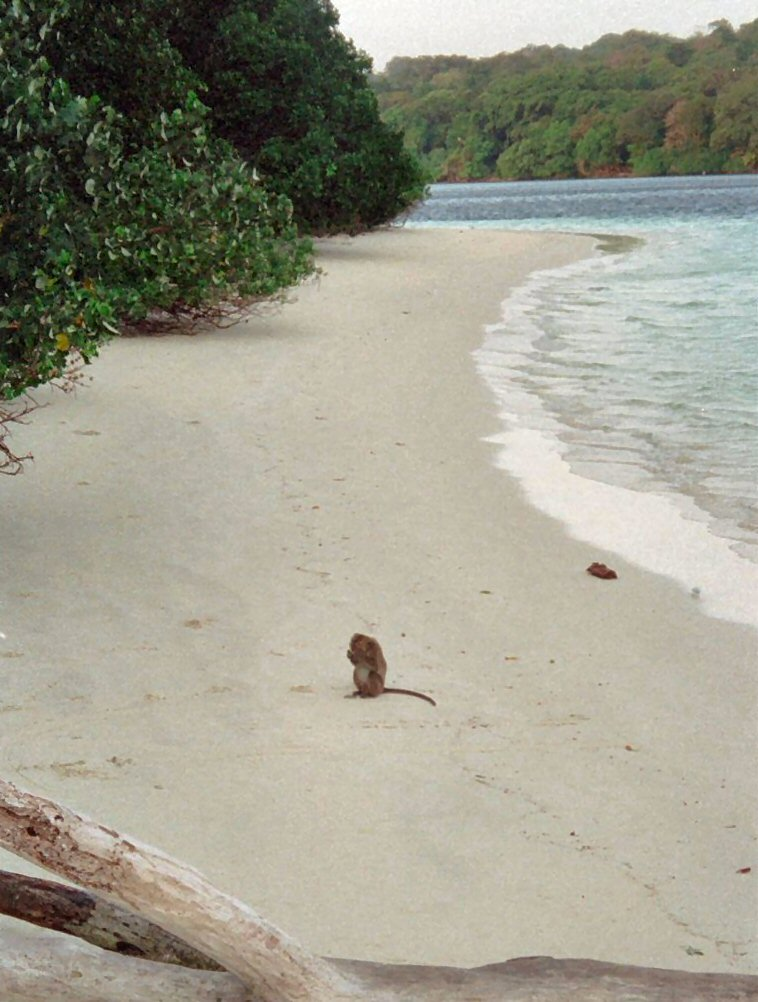
Strand op Peucang
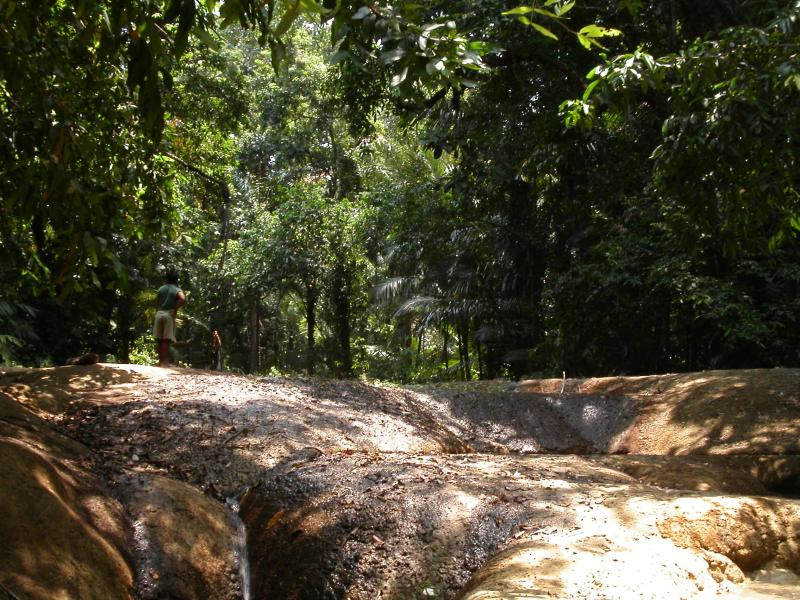
Foto uit het Ujung Kulon park